# هيو برونسون
هيو برونسون هو سياسي بريطاني وألماني، ولد في 12 مارس 1961 في Apen ‏ في ألمانيا. نشط حزبياً في البديل من أجل ألمانيا. وقد انتخب عضو في برلمان برلين ‏.